# Arabis popovii
Arabis popovii là một loài thực vật có hoa trong họ Cải. Loài này được Botsch. & Vved. mô tả khoa học đầu tiên năm 1948.